# Johanna Hipp
Johanna Hipp, auch Jeanne Hipp (* 21. Januar 1873 in Straßburg, Reichsland Elsaß-Lothringen; † 14. Januar 1953 in Stuttgart) war eine deutsche Grafikerin und Malerin.

## Leben
Johanna bzw. Jeanne Hipp wurde als Tochter eines deutschen Schulrates geboren. Ihre jüngere Schwester Sophie wurde ebenfalls Malerin. Johanna Hipp wurde von 1894 bis zum Umzug ihrer Familie im Jahr 1897 nach Mülhausen an der Kunstgewerbeschule in Straßburg bei Anton Seder, Georg Daubner und Paul Hacker ausgebildet. In Mülhausen wurde sie im Jahr 1900 Zeichenlehrerin. Am 1. Mai 1905 wurde sie an die Frauenabteilung der Kunstgewerbeschule in Straßburg berufen. Dort heiratete sie am 21. Januar 1906 Albert Karl Friedrich Brecke.

## Werke
Johanna und Sophie Hipp stellten erstmals 1898 bei einer Ausstellung elsässischer Amateurkünstler aus, wobei Johanna Hipp Werke in zahlreichen Techniken von der Zeichnung über die Radierung bis zur Lithografie präsentierte. Beide wurden später Mitglieder der Mülhausener Künstlergruppe „Die Palette“ und stellten sowohl in Mülhausen als auch in Straßburg weiter aus.
Eine Serie von zehn Art-Nouveau-Kunstpostkarten nach Werken Johanna Hipps wurde 1898 von der Kunstanstalt J. Schwann in Düsseldorf veröffentlicht. Ebenfalls bei Schwann wurde eine Reihe von Sammelbildern zum Thema Sterntaler produziert, die für Dr. Thompson’s Seifenpulver warben. Möglicherweise stammt diese Serie aus derselben Zeit wie die Postkarten. Ebenfalls 1898 waren in der Münchner Jugend mehrere Vignetten von Johanna Hipp zu sehen.
Ihren Aufsatz Der Zeichenunterricht in der Mädchenschule aus dem Jahr 1898 erweiterte Johanna Hipp 1900 zu einer Monografie, nachdem Ergebnisse ihrer Tätigkeit als Kunsterzieherin 1899 in Leipzig ausgestellt worden waren. 1903 folgte das Buch Handarbeit für Mädchen. Reformpläne.